# 武田正彦
武田 正彦（たけだ まさひこ、1927年7月15日 - 2007年2月15日）は、日本の弁護士、実業家。

## 来歴
広島県呉市出身。1953年（昭和28年）- 東京大学法学部卒業。1956年（昭和31年）- 神戸家裁判事補。1959年（昭和34年）- 神戸簡裁判判事。同年アメリカミシガン大学ロー・スクール留学。1961年（昭和36年）- 福岡家裁判事補、判事。1964年（昭和39年）- 弁護士登録。以来、主に渉外、特許事件を担当する。1972年（昭和47年）- ピエール・カルダンの日本代理店「ピエール・カルダン・ジャパン」（PCJ）を設立。社長、カルダンブランドを日本に定着。その後、長くカルダン本社国際戦略のアドバイス役を務めた。1975年（昭和50年）- 郷里・広島県呉市の学校法人呉武田学園理事長に就任。1987年（昭和62年）- 日本レース（現・エコナックホールディングス）社長に就任。同社再建に尽力した。